# Đội tuyển bóng đá bãi biển quốc gia Jamaica
Đội tuyển bóng đá bãi biển quốc gia Jamaica đại diện Jamaica ở các giải thi đấu bóng đá bãi biển quốc tế và được điều hành bởi JFF, cơ quan quản lý bóng đá ở Jamaica.

## Đội hình hiện tại
Chính xác tính đến tháng 8 năm 2015
Ghi chú: Quốc kỳ chỉ đội tuyển quốc gia được xác định rõ trong điều lệ tư cách FIFA. Các cầu thủ có thể giữ hơn một quốc tịch ngoài FIFA.
| Số | VT | Quốc gia | Cầu thủ           |
| -- | -- | -------- | ----------------- |
| 1  | TM |          | Kirk Porter       |
| 2  | HV |          | Gerald Neil       |
| 3  | HV |          | Ryan Powell       |
| 4  | HV |          | Daemion Benjamin  |
| 5  | TV |          | Rohan Reid        |
| 6  | TV |          | André Reid        |
| 7  | TĐ |          | Jermaine Anderson |

| Số | VT | Quốc gia | Cầu thủ         |
| -- | -- | -------- | --------------- |
| 8  | TV |          | Kevin Wilson    |
| 9  | TĐ |          | Derrick Planter |
| 10 | TĐ |          | Phillip Peddie  |
| 11 | TĐ |          | Gregory Simpson |
| 12 | TM |          | Elvis Hart      |
| 13 | TĐ |          | Ovan Oakley     |

Huấn luyện viên: Andrew Francis Price

## Thành tích
- Thành tích tốt nhất tại Giải vô địch bóng đá bãi biển Bắc, Trung Mỹ và Caribe: Hạng 5
  - 2006